# Liste von Kunstwerken im öffentlichen Raum in Gladbeck
Die Liste von Kunstwerken im öffentlichen Raum in Gladbeck gibt einen Überblick über Kunst im öffentlichen Raum, unter anderem Skulpturen, Plastiken, Landmarken und andere Kunstwerke in Gladbeck, Kreis Recklinghausen. Es besteht kein Anspruch auf Vollständigkeit.

## Kunstwerke in Gladbeck
| Bezeichnung                             | Standort                                                          | Koordinate                      | errichtet | Künstler                                          | Anmerkungen | Bild |
| --------------------------------------- | ----------------------------------------------------------------- | ------------------------------- | --------- | ------------------------------------------------- | --- | ---- |
| Marktbrunnen                            | Marktplatz, Horster Str. / Wilhelmstraße                          | 51° 34′ 16,7″ N, 6° 59′ 38,7″ O | 2006      | Johannes Brus                                     | Türkis patinierte Bronze, Lack |      |
| Kraft des Wachstums                     | Friedrichstraße 53, vor dem Eingang der Mathias-Jakobs-Stadthalle | 51° 34′ 17,1″ N, 6° 59′ 20,7″ O | 1984      | Heinz Mack                                        | Marmor, 270 × 82 × 70 cm |      |
| Stele (3 Säulen)                        | Bottroper Straße 33, vor Hallenbad                                | 51° 34′ 19,7″ N, 6° 59′ 13,7″ O | 1966      | Guido Jendritzko                                  | Beton, Höhe: ca. 500 cm |      |
| Malocher Stein                          | Bottroper Straße, Rathauspark                                     | 51° 34′ 21,5″ N, 6° 59′ 14,6″ O | 1985      | Anatol Herzfeld                                   | 4 m hohe Säule aus Anröchter Dolomit mit Reliefen von Bergarbeitern und Bergmannsfrau.                                                 |      |
| Steinzeitsteine                         | Bottroper Straße, Rathauspark                                     | 51° 34′ 21″ N, 6° 59′ 16,8″ O   | 1982      | Claus Harnischmacher Alfons Kunen Alois Maruschek | Vier Skulpturen aus Tuffstein mit steinzeitlich anmutenden Ritzzeichnungen.                                                            |      |
| Kappen-Säule                            | Bottroper Straße, Rathauspark                                     | 51° 34′ 20,3″ N, 6° 59′ 17,3″ O | 1969      | Gottfried Kappen                                  | Polyester. Als Geschenk zum 50-jährigen Stadtjubiläum. Die Säule zeigt Motive aus der Geschichte Gladbecks.                            |      |
| Kunstkabinett                           | Bottroper Straße, Rathauspark, südlich des Hallenbades            | 51° 34′ 18″ N, 6° 59′ 13″ O     | 1983      | Ernst Menachem Buchbinder                         | Gruppe aus 5 Figuren aus Schmiedeeisen: „Der Schrei“, „Der Harfenspieler“, „Die Braut“, „Die Geburt des Atoms“ und „Der große Bruder“. |      |
| 2010-Füßler                             | Bottroper Straße, Rathauspark, südlich des Hallenbades            | 51° 34′ 18,1″ N, 6° 59′ 11,7″ O | 2010      | Karoline Dumpe                                    | Mittlerweile Sechsfüßler. Durch Witterungseinflüsse hat der 2010-Füßler den Großteil seiner Beine verloren.                            |      |
| Riesener-Brunnen                        | Willy-Brandt-Platz 2, Rathaus                                     | 51° 34′ 22,1″ N, 6° 59′ 20,4″ O | 1976      | Leo Neumann                                       | Brunnen zu Ehren des Möbeltischlers Johann Heinrich Riesener.                                                                          |      |
| Gedenken an die Opfer der NS-Euthanasie | Willy-Brandt-Platz 2 / Bottroper Straße, Neues Rathaus            | 51° 34′ 22,8″ N, 6° 59′ 18,2″ O | 2016      | Paul Schwer                                       | Beleuchtete Gedenktafeln aus Kunststoff mit Namen von Gladbecker Opfern der Krankenmorde in der Zeit des Nationalsozialismus.          |      |